# 阿武德雷
阿武德雷（法語：Avoudrey，法語發音：[avudʁɛ]）是法国杜省的一个市镇，属于蓬塔利耶区。

## 地理
阿武德雷（47°8'11"N, 6°26'8"E）面积12.86 平方千米，位于法国勃艮第-弗朗什-孔泰大區杜省，该省份为法国东部内陆省份，北起上索恩省，西接汝拉省，东部及东南部与瑞士接壤，东北部与贝尔福地区省接壤。
与阿武德雷接壤的市镇（或旧市镇、城区）包括：隆日绍、帕松方丹、韦尔塞勒-维勒迪约勒康、隆日迈松、弗朗日布什。
阿武德雷的时区为UTC+01:00、UTC+02:00（夏令时）。

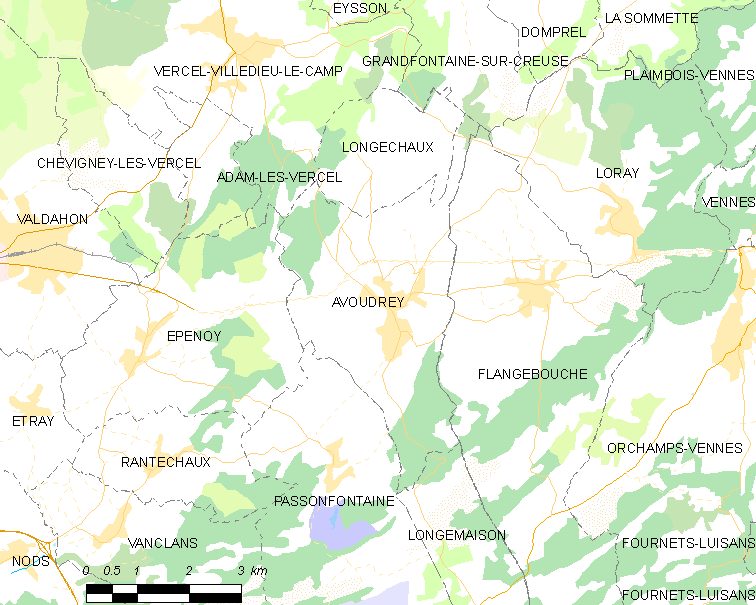
阿武德雷的OSM定位图

## 行政
阿武德雷的邮政编码为25690，INSEE市镇编码为25039。

## 政治
阿武德雷所属的省级选区为瓦尔达翁县。

## 交通
杜省省道D31线、D132线和D461线经过境内。阿武德雷站开行直达贝桑松的列车。

## 人口

1962-2008年间阿武德雷人口变化图示

阿武德雷于2022年1月1日时的人口数量为954人。